# Муриаэ (микрорегион)

Муриаэ на карте.

Муриаэ (порт. Microrregião de Muriaé) — микрорегион в Бразилии, входит в штат Минас-Жерайс. Составная часть мезорегиона Зона-да-Мата. 
Население составляет 	275 986	человек (на 2010 год). Площадь — 4741,009 км². Плотность населения — 58,21	чел./км².

## Демография
Согласно сведениям, собранным в ходе переписи 2010 г. Национальным институтом географии и статистики (IBGE), население микрорегиона составляет:						
| Полное население                             | Полное население                             | Полное население                             | Полное население                             | 275 986 |
| -------------------------------------------- | -------------------------------------------- | -------------------------------------------- | -------------------------------------------- | ------- |
| в том числе:                                 | Городское население                          | 206 883                                      | Процент городского населения, %              | 74,96   |
|                                              | Сельское население                           | 69 103                                       | Процент сельского населения, %               | 25,04   |
|                                              | Мужское население                            | 136 931                                      | Процент мужского населения, %                | 49,62   |
|                                              | Женское население                            | 139 055                                      | Процент женского населения, %                | 50,38   |
| Плотность населения, чел/км²                 | Плотность населения, чел/км²                 | Плотность населения, чел/км²                 | Плотность населения, чел/км²                 | 58,21   |
| Население микрорегиона в % к населению штата | Население микрорегиона в % к населению штата | Население микрорегиона в % к населению штата | Население микрорегиона в % к населению штата | 1,41    |

## Статистика
- Валовой внутренний продукт на 2003 год составляет 996 860 019,00 реалов (данные: Бразильский институт географии и статистики).
- Валовой внутренний продукт на душу населения на 2003 год составляет 3707,57 реалов (данные: Бразильский институт географии и статистики).
- Индекс развития человеческого потенциала на 2000 год составляет 0,740 (данные: Программа развития ООН).

## Состав микрорегиона
В составе микрорегиона включены следующие муниципалитеты:
1. Антониу-Праду-ди-Минас
2. Баран-ди-Монти-Алту
3. Каяна
4. Карангола
5. Дивину
6. Эспера-Фелис
7. Эуженополис
8. Фария-Лемус
9. Ферведору
10. Мирадору
11. Мираи
12. Муриаэ
13. Оризания
14. Патросиниу-ду-Муриаэ
15. Педра-Дорада
16. Розариу-да-Лимейра
17. Сан-Франсиску-ду-Глория
18. Сан-Себастьян-да-Варжен-Алегри
19. Томбус
20. Виейрас